# 사천 백천사 아미타후불탱
사천 백천사 아미타후불탱(泗川 百泉寺 阿彌陀後佛幀)은 대한민국 경상남도 사천시, 백천사에 있는 불화이다. 2010년 10월 7일 경상남도의 문화재자료 제515호로 지정되었다.

## 개요
20세기 초 완호 금어에 의하여 조성된 작품으로 관음세지 양대보살과 하단에 사자와 흰 코끼리 등위에 정좌한 문수․보현의 동자상이 배치가 돋보이는 귀중한 자료이다.

## 참고 자료
- 사천 백천사 아미타후불탱 - 국가유산청 국가유산포털